# Plaza de Toros de Pamplona
Die Plaza de Toros de Pamplona (spanisch) ist eine Stierkampfarena in der navarrischen Stadt Pamplona.
Sie wurde zwischen 1920 und 1922 erbaut, löste die alte Plaza de Toros ab, die sich nahe der Plaza del Castillo befand und 1921 durch einen Brand zerstört wurde und ist seit Anbeginn im Besitz des Altenheims von Pamplona. Die Arena ist die größte Plaza de Toros in Navarra und die drittgrößte der Welt in Bezug auf die Zuschauerkapazität von über 19.000 Menschen. Weltweite Bekanntheit erlangte sie durch die Erwähnung im Hemingway-Roman Fiesta.
Erbaut wurde die Arena für den Sanfermines des Jahres 1922 unter der Leitung des Architekten Francisco Urcola aus San Sebastian. Trotz neuer Materialien wie Stahlbeton blieb die Formensprache historischen Formen verpflichtet, Zitate verweisen auf den Renaissance- und Platereskenstil.
Im Jahre 1966 wurde die Arena nach einem Wettbewerb unter der Leitung von Rafael Moneo in Zusammenarbeit mit dem Ingenieur Carlos Fernández Casado umgebaut.
Während der Fiesta zwischen dem 7. und 14. Juli ist die Arena Ziel der Encierros, bei dem, außer am Eröffnungstag, sechs Kampfstiere durch die Stadt getrieben werden. Diese Stiere treten am gleichen Abend mit drei Matadoren in der Arena auf. Zudem dient die Arena als Veranstaltungsgebäude für Konzerte und Shows.
Vor der Plaza de Toros, auf dem Paseo d' Heminway, ehrt Pamplona Ernest Hemingway seit 1968 mit einem Denkmal, auf dem sie die Freundschaft des Schriftstellers zum navarresischen Volk und seine Bewunderung für dessen Feste hervorhebt sowie seine Fähigkeit, diese Feste zu beschreiben und in der Welt bekannt zu machen.

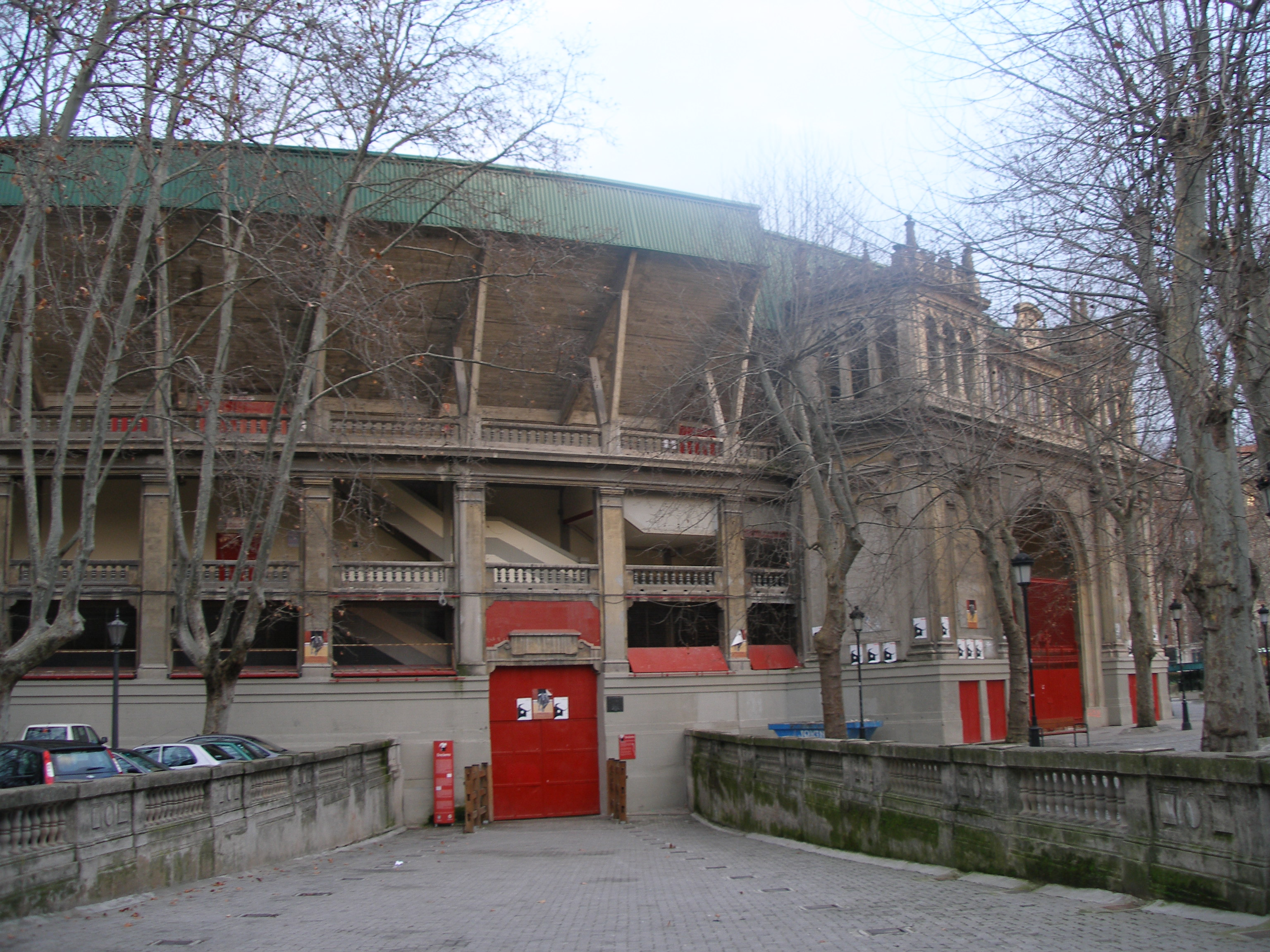
Außenansicht der Plaza de Toros mit Einlass der Stiere und Stierläufer (Mitte) und dem Haupteingang (rechts).
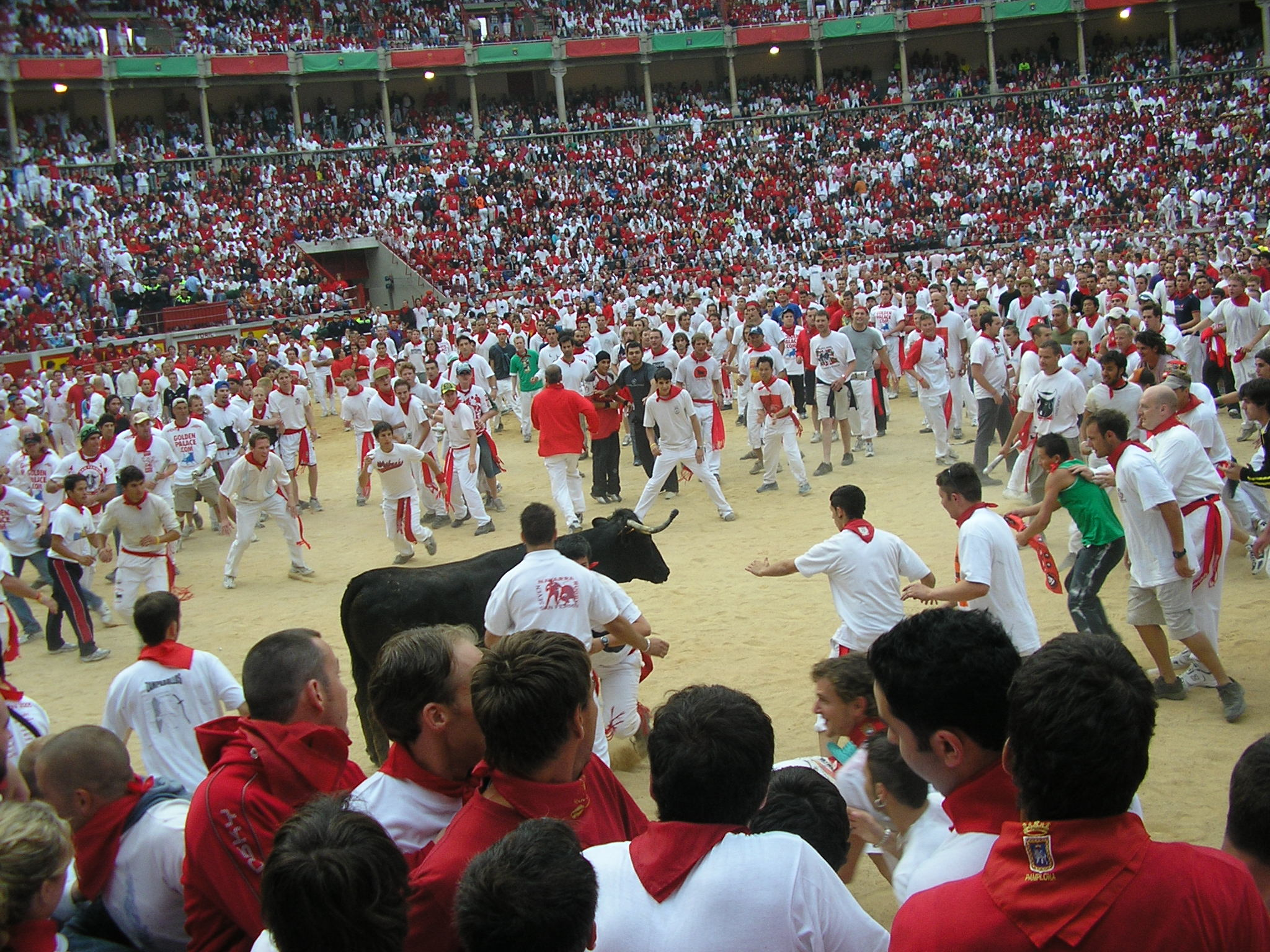
Jungstier mit Läufern in der Plaza de Toros de Pamplona nach dem Encierro.
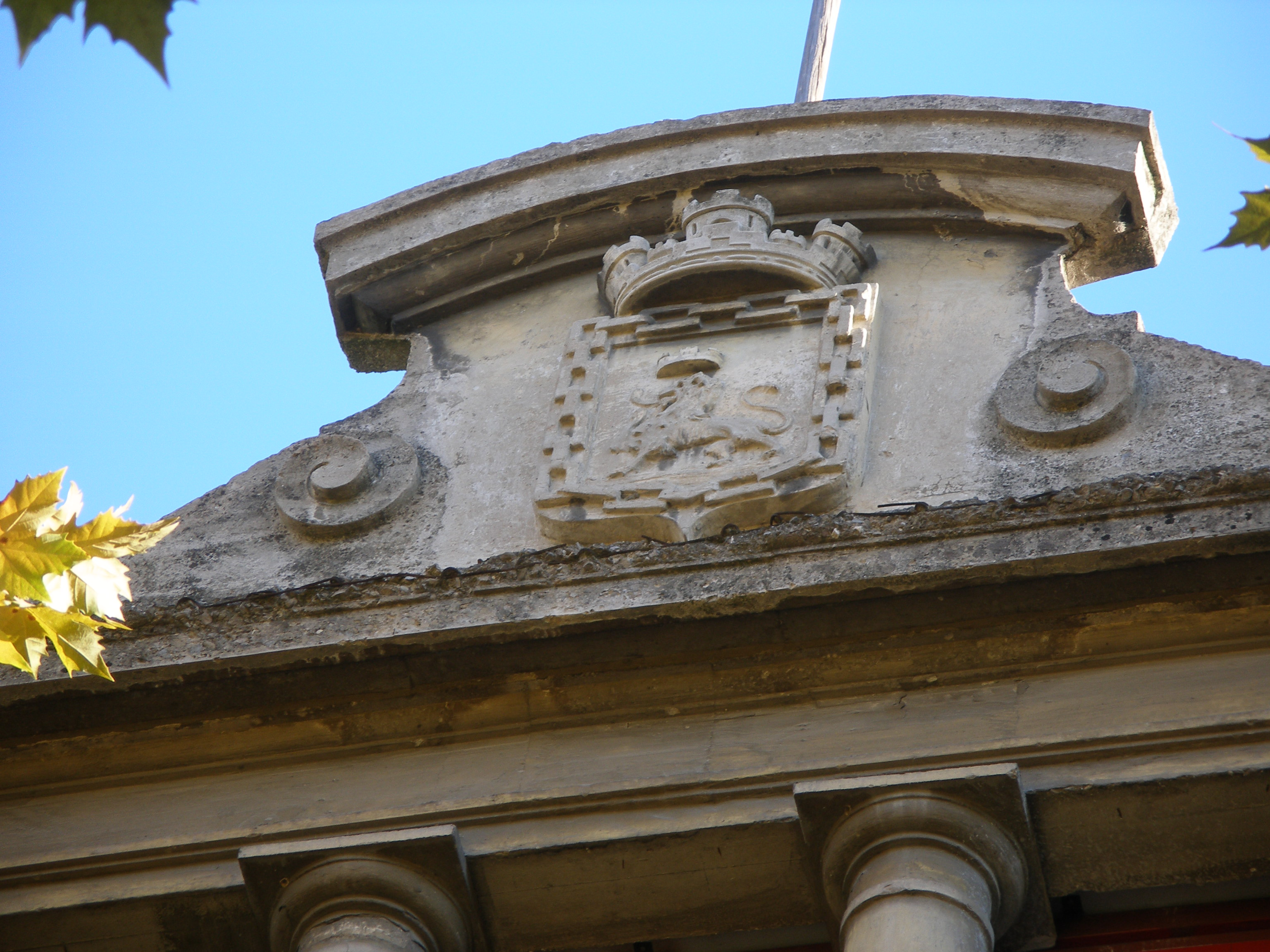
Wappen der Stadt an der Arena.
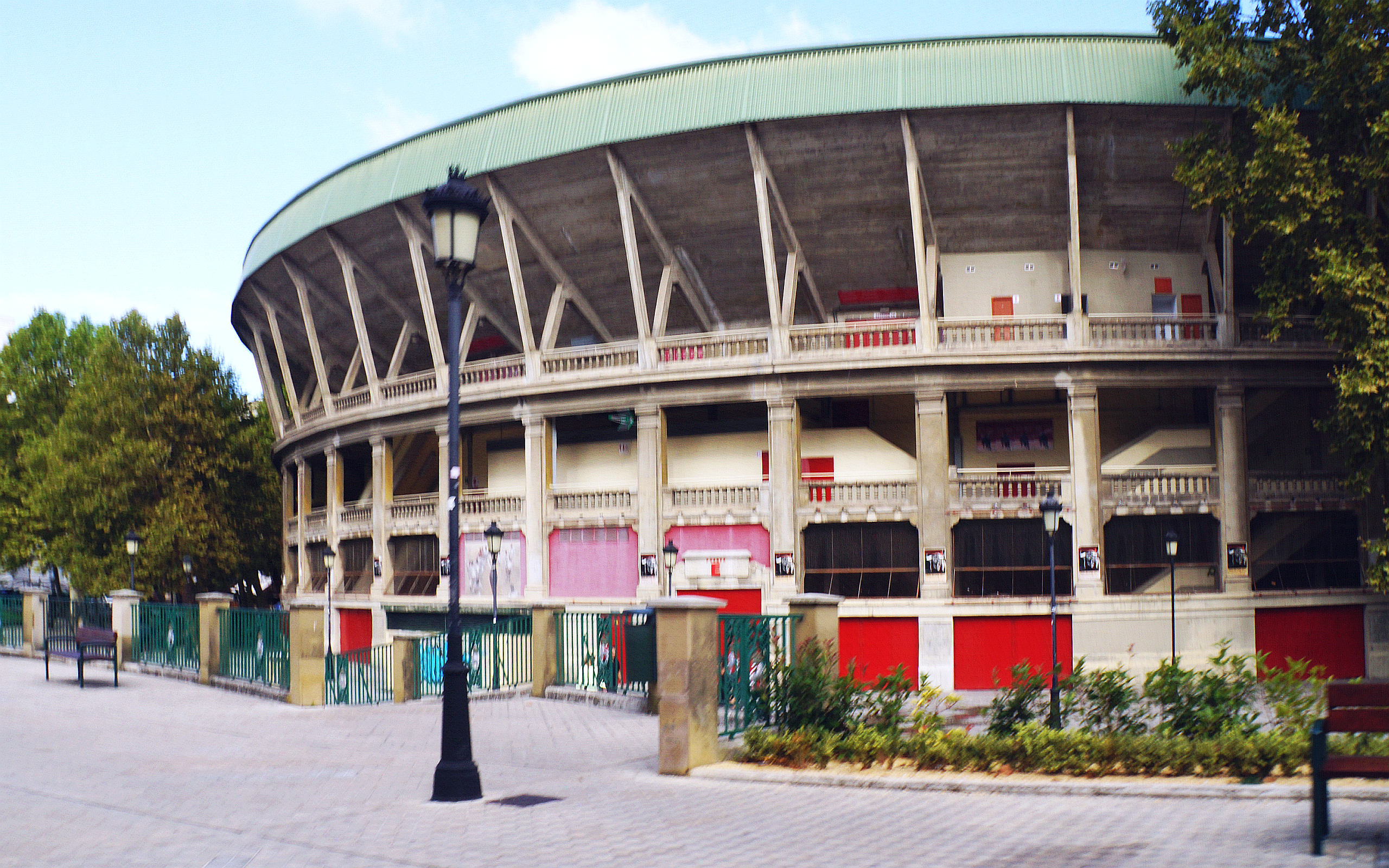
Südseite der Arena an der Calle de Emilio Arrieta